# Lakhshmi Kant Pandey
Lakhshmi Kant Pandey (ur. w 1936) – indyjski zapaśnik walczący w stylu wolnym. Olimpijczyk z Melbourne 1956, gdzie zajął szesnaste miejsce w kategorii do 67 kg.
Wicemistrz igrzysk Imperium Brytyjskiego i Wspólnoty Brytyjskiej w 1958 roku.

## Letnie Igrzyska Olimpijskie 1956
| Konkurencja      | Rundy eliminacyjne        | Rundy eliminacyjne     | Klas. końcowa |
| Konkurencja      | Przeciwnik I              | Przeciwnik II          | Miejsce       |
| ---------------- | ------------------------- | ---------------------- | ------------- |
| 67 kg styl wolny | Garibaldo Nizzola (ITA) P | Ramazan Güngör (TUR) P | 16.           |